# Man of the Day
Man of the Day – nagroda przyznawana w skokach narciarskich od Letniego Grand Prix 2006 do sezonu 2014/2015. Przyznawano ją najlepszemu zawodnikowi spoza prekwalifikowanej „10” (w sezonie 2006/07 – najlepszej „15”), który zajął najwyższą pozycję w konkursie Pucharu Świata, bądź Letniego Grand Prix.
Od sezonu 2006/2007 do sezonu 2009/2010 przyznawano tytuł Man of the Year zawodnikowi z największą liczbą tytułów „Man of the Day” w sezonie. W sezonie 2008/2009 był nim Adam Małysz.
Pięciu Polaków zdobyło tytuł „Man of the Day”: Adam Małysz, Rafał Śliż, Kamil Stoch, Łukasz Rutkowski i Maciej Kot.

## Zdobywcy tytułu „Man of the Day” -Puchar Świata

### Sezon 2006−2007
| Data                      | Miejscowość               | Skocznia                   | HS                        | Lok. | Man of the Day   | 1. skok       | 2. skok       | Nota      | Strata   | Zwycięzca             |
| ------------------------- | ------------------------- | -------------------------- | ------------------------- | ---- | ---------------- | ------------- | ------------- | --------- | -------- | --------------------- |
| 24 listopada 2006         | Ruka                      | Rukatunturi                | HS142                     | 1.   | Arttu Lappi      | 141,0 m       | –             | 154,8 pkt | –        | –                     |
| 2 grudnia 2006            | Lillehammer               | Lysgårdsbakken             | HS138                     | 2.   | Andreas Küttel   | 129,5 m       | 133,5 m       | 260,6 pkt | 5,3 pkt  | Simon Ammann          |
| 3 grudnia 2006            | Lillehammer               | Lysgårdsbakken             | HS138                     | 3.   | Adam Małysz      | 137,5 m       | 127,5 m       | 264,7 pkt | 11,3 pkt | Gregor Schlierenzauer |
| 16 grudnia 2006           | Engelberg                 | Gross-Titlis-Schanze       | HS137                     | 6.   | Andreas Kofler   | 129,0 m       | 129,5 m       | 246,8 pkt | 22,4 pkt | Gregor Schlierenzauer |
| 17 grudnia 2006           | Engelberg                 | Gross-Titlis-Schanze       | HS137                     | 5.   | Jakub Janda      | 131,0 m       | 132,0 m       | 257,4 pkt | 23,5 pkt | Anders Jacobsen       |
| 30 grudnia 2006           | Oberstdorf                | Schattenbergschanze        | HS137                     | 9.   | Anders Bardal    | 130,0 m       | 129,5 m       | 267,1 pkt | 28,9 pkt | Gregor Schlierenzauer |
| 1 stycznia 2007           | Garmisch-Partenkirchen    | Große Olympiaschanze       | HS125                     | 3.   | Noriaki Kasai    | 128,0 m       | –             | 132,9 pkt | 3,0 pkt  | Andreas Küttel        |
| 4 stycznia 2007           | Innsbruck                 | Bergisel                   | HS130                     | 9.   | Manuel Fettner   | 123,5 m       | 118,0 m       | 230,7 pkt | 34,3 pkt | Anders Jacobsen       |
| 7 stycznia 2007           | Bischofshofen             | Paul-Ausserleitner-Schanze | HS140                     | 6.   | Arthur Pauli     | 132,0 m       | 131,0 m       | 254,9 pkt | 37,0 pkt | Gregor Schlierenzauer |
| 13 stycznia 2007          | Vikersund                 | Vikersundbakken            | HS207                     | 5.   | Harri Olli       | 197,5 m       | 191,5 m       | 369,3 pkt | 29,0 pkt | Anders Jacobsen       |
| 20 stycznia 2007          | Zakopane                  | Wielka Krokiew             | HS134                     | 1.   | Rok Urbanc       | 136,0 m       | –             | 143,3 pkt | –        | –                     |
| 27 stycznia 2007          | Oberstdorf                | Schattenbergschanze        | HS137                     | 10.  | Roar Ljøkelsøy   | 119,5 m       | 134,0 m       | 253,3 pkt | 29,8 pkt | Adam Małysz           |
| 28 stycznia 2007          | Oberstdorf                | Schattenbergschanze        | HS137                     | 3.   | Andrea Morassi   | 133,0 m       | 132,0 m       | 270,0 pkt | 15,1 pkt | Michael Uhrmann       |
| 3 lutego 2007             | Titisee-Neustadt          | Hochfirstschanze           | HS142                     | 7.   | Wolfgang Loitzl  | 129,5 m       | 137,5 m       | 260,6 pkt | 33,2 pkt | Adam Małysz           |
| 4 lutego 2007             | Titisee-Neustadt          | Hochfirstschanze           | HS142                     | 5.   | Mario Innauer    | 129,0 m       | 127,5 m       | 241,7 pkt | 16,0 pkt | Adam Małysz           |
| 7 lutego 2007             | Klingenthal               | Vogtland Arena             | HS140                     | 6.   | Arthur Pauli     | 131,5 m       | 138,5 m       | 266,5 pkt | 23,3 pkt | Gregor Schlierenzauer |
| 10 lutego 2007            | Willingen (Upland)        | Mühlenkopfschanze          | HS145                     | 3.   | Jernej Damjan    | 144,5 m       | 139,0 m       | 273,3 pkt | 9,8 pkt  | Anders Jacobsen       |
| 11 marca 2007             | Lahti                     | Salpausselkä               | HS130                     | 3.   | Martin Schmitt   | 121,5 m       | 124,5 m       | 255,7 pkt | 10,1 pkt | Adam Małysz           |
| 13 marca 2007             | Kuopio                    | Puijo                      | HS127                     | 4.   | Jakub Janda      | 116,5 m       | 115,5 m       | 213,6 pkt | 15,4 pkt | Adam Małysz           |
| 17 marca 2007             | Oslo                      | Holmenkollbakken           | HS128                     | 3.   | Anders Bardal    | 125,5 m       | 117,0 m       | 254,0 pkt | 18,9 pkt | Adam Małysz           |
| 18 marca 2007             | Oslo                      | Holmenkollbakken           | HS128                     | 2.   | Martin Koch      | 115,5 m       | –             | 113,9 pkt | 7,9 pkt  | Simon Ammann          |
| 23 marca 2007             | Planica                   | Letalnica                  | HS215                     | 3.   | Jernej Damjan    | 206,5 m       | 205,0 m       | 402,8 pkt | 20,7 pkt | Adam Małysz           |
| 24 marca 2007             | Planica                   | Letalnica                  | HS215                     | 6.   | Anders Bardal    | 206,0 m       | 212,5 m       | 412,2 pkt | 7,4 pkt  | Adam Małysz           |
| 25 marca 2007             | Planica                   | Letalnica                  | HS215                     | 4.   | Sigurd Pettersen | 218,5 m       | –             | 210,7 pkt | 4,3 pkt  | Adam Małysz           |
| Man of the Year 2006/2007 | Man of the Year 2006/2007 | Man of the Year 2006/2007  | Man of the Year 2006/2007 | 16.  | Anders Bardal    | Anders Bardal | Anders Bardal | 418 pkt   | 1035 pkt | Adam Małysz           |

### Sezon 2007−2008
| Data                      | Miejscowość               | Skocznia                   | HS                        | Lok. | Man of the Day      | 1 skok              | 2 skok              | Nota      | Strata   | Zwycięzca             |
| ------------------------- | ------------------------- | -------------------------- | ------------------------- | ---- | ------------------- | ------------------- | ------------------- | --------- | -------- | --------------------- |
| 1 grudnia 2007            | Ruka                      | Rukatunturi                | HS142                     | 2.   | Bjørn Einar Romøren | 143,0 m             | 139,0 m             | 306,6 pkt | 2,2 pkt  | Thomas Morgenstern    |
| 8 grudnia 2007            | Trondheim                 | Granåsen                   | HS131                     | 4.   | Janne Ahonen        | 130,0 m             | 128,0 m             | 261,9 pkt | 13,8 pkt | Thomas Morgenstern    |
| 9 grudnia 2007            | Trondheim                 | Granåsen                   | HS131                     | 2.   | Andreas Kofler      | 124,0 m             | 130,0 m             | 255,2 pkt | 14,4 pkt | Thomas Morgenstern    |
| 13 grudnia 2007           | Villach                   | Villacher Alpenarena       | HS98                      | 4.   | Roman Koudelka      | 90,5 m              | 94,0 m              | 239,0 pkt | 15,5 pkt | Thomas Morgenstern    |
| 14 grudnia 2007           | Villach                   | Villacher Alpenarena       | HS98                      | 4.   | Roman Koudelka      | 91,0 m              | 92,5 m              | 236,0 pkt | 13,5 pkt | Thomas Morgenstern    |
| 22 grudnia 2007           | Engelberg                 | Gross-Titlis-Schanze       | HS137                     | 6.   | Michael Neumayer    | 124,5 m             | 129,0 m             | 232,3 pkt | 28,1 pkt | Thomas Morgenstern    |
| 23 grudnia 2007           | Engelberg                 | Gross-Titlis-Schanze       | HS137                     | 1.   | Andreas Küttel      | 125,5 m             | 136,0 m             | 252,7 pkt | –        | –                     |
| 30 grudnia 2007           | Oberstdorf                | Schattenbergschanze        | HS137                     | 5.   | Simon Ammann        | 129,0 m             | 131,5 m             | 269,9 pkt | 26,0 pkt | Thomas Morgenstern    |
| 1 stycznia 2008           | Garmisch-Partenkirchen    | Große Olympiaschanze       | HS140                     | 3.   | Michael Neumayer    | 131,5 m             | 135,5 m             | 258,6 pkt | 15,8 pkt | Gregor Schlierenzauer |
| 5 stycznia 2008           | Bischofshofen             | Paul-Ausserleitner-Schanze | HS140                     | 4.   | Dmitrij Wasiljew    | 133,0 m             | 131,5 m             | 257,1 pkt | 25,4 pkt | Janne Ahonen          |
| 6 stycznia 2008           | Bischofshofen             | Paul-Ausserleitner-Schanze | HS140                     | 2.   | Anders Bardal       | 132,5 m             | 124,5 m             | 243,6 pkt | 8,0 pkt  | Janne Ahonen          |
| 12 stycznia 2008          | Predazzo                  | Trampolino Dal Ben         | HS134                     | 2.   | Sigurd Pettersen    | 130,0 m             | –                   | 133,5 pkt | 0,4 pkt  | Tom Hilde             |
| 13 stycznia 2008          | Predazzo                  | Trampolino Dal Ben         | HS134                     | 3.   | Anders Jacobsen     | 125,0 m             | 123,5 m             | 246,3 pkt | 7,1 pkt  | Tom Hilde             |
| 20 stycznia 2008          | Harrachov                 | Čertak                     | HS205                     | 3.   | Anders Jacobsen     | 191,0 m             | –                   | 181,2 pkt | 6,7 pkt  | Janne Ahonen          |
| 25 stycznia 2008          | Zakopane                  | Wielka Krokiew             | HS134                     | 2.   | Anders Jacobsen     | 136,5 m             | 129,0 m             | 270,4 pkt | 6,1 pkt  | Gregor Schlierenzauer |
| 27 stycznia 2008          | Zakopane                  | Wielka Krokiew             | HS134                     | 4.   | Adam Małysz         | 133,5 m             | –                   | 141,3 pkt | 7,8 pkt  | Anders Bardal         |
| 2 lutego 2008             | Sapporo                   | Ōkurayama                  | HS134                     | 2.   | Janne Happonen      | 120,5 m             | 130,0 m             | 249,9 pkt | 11,7 pkt | Thomas Morgenstern    |
| 3 lutego 2008             | Sapporo                   | Ōkurayama                  | HS134                     | 2.   | Janne Happonen      | 128,5 m             | 134,0 m             | 272,5 pkt | 16,2 pkt | Thomas Morgenstern    |
| 8 lutego 2008             | Liberec                   | Ještěd                     | HS134                     | 6.   | Jernej Damjan       | 121,0 m             | 135,0 m             | 252,8 pkt | 19,6 pkt | Thomas Morgenstern    |
| 9 lutego 2008             | Liberec                   | Ještěd                     | HS134                     | 3.   | Martin Koch         | 132,5 m             | 124,0 m             | 258,2 pkt | 14,1 pkt | Anders Jacobsen       |
| 17 lutego 2008            | Willingen (Upland)        | Mühlenkopfschanze          | HS145                     | 1.   | Bjørn Einar Romøren | 142,0 m             | 147,5 m             | 286,6 pkt | –        | –                     |
| 3 marca 2008              | Kuopio                    | Puijo                      | HS127                     | 1.   | Janne Happonen      | 134,5 m             | –                   | 142,6 pkt | –        | –                     |
| 4 marca 2008              | Kuopio                    | Puijo                      | HS127                     | 5.   | Janne Happonen      | 118,0 m             | 125,5 m             | 236,3 pkt | 12,0 pkt | Janne Ahonen          |
| 7 marca 2008              | Lillehammer               | Lysgårdsbakken             | HS138                     | 3.   | Janne Happonen      | 124,5 m             | 135,0 m             | 255,3 pkt | 2,6 pkt  | Gregor Schlierenzauer |
| 9 marca 2008              | Oslo                      | Holmenkollbakken           | HS128                     | 3.   | Bjørn Einar Romøren | 117,5 m             | 122,0 m             | 247,1 pkt | 18,2 pkt | Gregor Schlierenzauer |
| 14 marca 2008             | Planica                   | Letalnica                  | HS215                     | 3.   | Bjørn Einar Romøren | 209,5 m             | 216,0 m             | 420,6 pkt | 26,4 pkt | Gregor Schlierenzauer |
| 16 marca 2008             | Planica                   | Letalnica                  | HS215                     | 2.   | Martin Koch         | 216,5 m             | 229,5 m             | 435,2 pkt | 6,9 pkt  | Gregor Schlierenzauer |
| Man of the Year 2007/2008 | Man of the Year 2007/2008 | Man of the Year 2007/2008  | Man of the Year 2007/2008 | 11.  | Bjørn Einar Romøren | Bjørn Einar Romøren | Bjørn Einar Romøren | 690 pkt   | 1104 pkt | Thomas Morgenstern    |

### Sezon 2008−2009
| Data                      | Miejscowość               | Skocznia                  | HS                        | Lok. | Man of the Day      | 1 skok      | 2 skok      | Nota      | Strata   | Zwycięzca             |
| ------------------------- | ------------------------- | ------------------------- | ------------------------- | ---- | ------------------- | ----------- | ----------- | --------- | -------- | --------------------- |
| 29 listopada 2008         | Ruka                      | Rukatunturi               | HS142                     | 6.   | Martin Koch         | 120,0 m     | 128,5 m     | 241,8 pkt | 18,2 pkt | Simon Ammann          |
| 6 grudnia 2008            | Trondheim                 | Granåsen                  | HS140                     | 3.   | Anders Jacobsen     | 134,0 m     | 138,0 m     | 278,8 pkt | 6,9 pkt  | Gregor Schlierenzauer |
| 7 grudnia 2008            | Trondheim                 | Granåsen                  | HS140                     | 2.   | Matti Hautamäki     | 137,0 m     | 135,0 m     | 278,3 pkt | 1,9 pkt  | Simon Ammann          |
| 13 grudnia 2008           | Pragelato                 | Trampolino a Monte        | HS140                     | 4.   | Martin Schmitt      | 132,0 m     | 133,5 m     | 256,4 pkt | 7,9 pkt  | Simon Ammann          |
| 14 grudnia 2008           | Pragelato                 | Trampolino a Monte        | HS140                     | 1.   | Fumihisa Yumoto     | 126,0 m     | –           | 114,8 pkt | –        | –                     |
| 20 grudnia 2008           | Engelberg                 | Gross-Titlis-Schanze      | HS137                     | 5.   | Tom Hilde           | 134,0 m     | 128,5 m     | 252,0 pkt | 23,4 pkt | Simon Ammann          |
| 21 grudnia 2008           | Engelberg                 | Gross-Titlis-Schanze      | HS137                     | 5.   | Harri Olli          | 127,5 m     | 133,5 m     | 251,3 pkt | 12,8 pkt | Gregor Schlierenzauer |
| 29 grudnia 2008           | Oberstdorf                | Schattenbergschanze       | HS137                     | 3.   | Dmitrij Wasiljew    | 134,5 m     | 136,0 m     | 284,4 pkt | 2,0 pkt  | Simon Ammann          |
| 1 stycznia 2009           | Garmisch-Partenkirchen    | Große Olympiaschanze      | HS140                     | 7.   | Anders Jacobsen     | 134,0 m     | 126,0 m     | 247,0 pkt | 29,3 pkt | Wolfgang Loitzl       |
| 4 stycznia 2009           | Innsbruck                 | Bergisel                  | HS130                     | 4.   | Matti Hautamäki     | 123,5 m     | 128,0 m     | 253,2 pkt | 7,8 pkt  | Wolfgang Loitzl       |
| 6 stycznia 2009           | Bischofshofen             | im, Paula Ausserleitnera  | HS140                     | 6.   | Michael Neumayer    | 136,0 m     | 135,0 m     | 268,8 pkt | 32,4 pkt | Wolfgang Loitzl       |
| 10 stycznia 2009          | Tauplitz                  | Kulm                      | HS200                     | 8.   | Emmanuel Chedal     | 183,5 m     | 198,0 m     | 363,8 pkt | 34,2 pkt | Gregor Schlierenzauer |
| 11 stycznia 2009          | Tauplitz                  | Kulm                      | HS200                     | 8.   | Tom Hilde           | 186,5 m     | 197,5 m     | 367,3 pkt | 26,3 pkt | Gregor Schlierenzauer |
| 16 stycznia 2009          | Zakopane                  | Wielka Krokiew            | HS134                     | 4.   | Roman Koudelka      | 125,5 m     | 124,0 m     | 245,1 pkt | 27,6 pkt | Wolfgang Loitzl       |
| 17 stycznia 2009          | Zakopane                  | Wielka Krokiew            | HS134                     | 7.   | Roman Koudelka      | 120,5 m     | 131,0 m     | 250,2 pkt | 35,5 pkt | Gregor Schlierenzauer |
| 24 stycznia 2009          | Whistler                  | WOP Ski Jump              | HS140                     | 8.   | Adam Małysz         | 132,0 m     | 135,5 m     | 258,4 pkt | 30,8 pkt | Gregor Schlierenzauer |
| 25 stycznia 2009          | Whistler                  | WOP Ski Jump              | HS140                     | 4.   | Adam Małysz         | 133,0 m     | 135,5 m     | 264,8 pkt | 28,4 pkt | Gregor Schlierenzauer |
| 31 stycznia 2009          | Sapporo                   | Ōkurayama                 | HS134                     | 5.   | Yūta Watase         | 121,5 m     | 99,0 m      | 187,9 pkt | 65,4 pkt | Gregor Schlierenzauer |
| 8 lutego 2009             | Willingen (Upland)        | Mühlenkopfschanze         | HS145                     | 3.   | Noriaki Kasai       | 136,0 m     | 140,0 m     | 261,8 pkt | 5,4 pkt  | Gregor Schlierenzauer |
| 11 lutego 2009            | Klingenthal               | Vogtland Arena            | HS140                     | 8.   | Roman Koudelka      | 126,0 m     | 129,0 m     | 236,0 pkt | 25,2 pkt | Gregor Schlierenzauer |
| 14 lutego 2009            | Oberstdorf                | im. Heiniego Klopfera     | HS213                     | 3.   | Johan Remen Evensen | 211,5 m     | 223,5 m     | 426,5 pkt | 9,3 pkt  | Harri Olli            |
| 8 marca 2009              | Lahti                     | Salpausselkä              | HS97                      | 5.   | Anders Bardal       | 94,5 m      | 90,0 m      | 232,0 pkt | 10,0 pkt | Gregor Schlierenzauer |
| 10 marca 2009             | Kuopio                    | Puijo                     | HS127                     | 1.   | Takanobu Okabe      | 123,5 m     | 123,0 m     | 241,7 pkt | –        | –                     |
| 13 marca 2009             | Lillehammer               | Lysgårdsbakken            | HS138                     | 4.   | Adam Małysz         | 135,0 m     | 131,5 m     | 268,4 pkt | 20,3 pkt | Harri Olli            |
| 15 marca 2009             | Vikersund                 | Vikersundbakken           | HS207                     | 4.   | Martin Koch         | 188,0 m     | 196,5 m     | 364,9 pkt | 21,5 pkt | Gregor Schlierenzauer |
| 20 marca 2009             | Planica                   | Letalnica                 | HS215                     | 2.   | Adam Małysz         | 202,5 m     | –           | 195,0 pkt | 1,1 pkt  | Gregor Schlierenzauer |
| 22 marca 2009             | Planica                   | Letalnica                 | HS215                     | 2.   | Adam Małysz         | 210,0 m     | 209,5 m     | 412,4 pkt | 12,2 pkt | Harri Olli            |
| Man of the Year 2008/2009 | Man of the Year 2008/2009 | Man of the Year 2008/2009 | Man of the Year 2008/2009 | 13.  | Adam Małysz         | Adam Małysz | Adam Małysz | 549 pkt   | 1534 pkt | Gregor Schlierenzauer |

### Sezon 2009−2010
| Data                      | Miejscowość               | Skocznia                  | HS                        | Lok. | Man of the Day        | 1 skok       | 2 skok       | Nota      | Strata   | Zwycięzca             |
| ------------------------- | ------------------------- | ------------------------- | ------------------------- | ---- | --------------------- | ------------ | ------------ | --------- | -------- | --------------------- |
| 28 listopada 2009         | Ruka                      | Rukatunturi               | HS142                     | 1.   | Bjørn Einar Romøren   | 139,5 m      | 139,0 m      | 299,8 pkt | –        | –                     |
| 5 grudnia 2009            | Lillehammer               | Lysgårdsbakken            | HS138                     | 1.   | Gregor Schlierenzauer | 125,5 m      | 141,0 m      | 268,9 pkt | –        | –                     |
| 6 grudnia 2009            | Lillehammer               | Lysgårdsbakken            | HS138                     | 1.   | Simon Ammann          | 146,0 m      | 129,5 m      | 277,1 pkt | –        | –                     |
| 18 grudnia 2009           | Engelberg                 | Gross-Titlis-Schanze      | HS137                     | 6.   | Daiki Itō             | 126,0 m      | 127,5 m      | 233,8 pkt | 36,6 pkt | Simon Ammann          |
| 19 grudnia 2009           | Engelberg                 | Gross-Titlis-Schanze      | HS137                     | 5.   | Daiki Itō             | 125,0 m      | 131,0 m      | 239,8 pkt | 25,8 pkt | Gregor Schlierenzauer |
| 20 grudnia 2009           | Engelberg                 | Gross-Titlis-Schanze      | HS137                     | 3.   | Daiki Itō             | 134,5 m      | –            | 132,6 pkt | 12,2 pkt | Simon Ammann          |
| 29 grudnia 2009           | Oberstdorf                | Schattenbergschanze       | HS137                     | 2.   | Janne Ahonen          | 116,5 m      | 137,0 m      | 253,3 pkt | 11,9 pkt | Andreas Kofler        |
| 1 stycznia 2010           | Garmisch-Partenkirchen    | Große Olympiaschanze      | HS140                     | 5.   | Anders Jacobsen       | 136,0 m      | 134,0 m      | 269,5 pkt | 8,2 pkt  | Gregor Schlierenzauer |
| 3 stycznia 2010           | Innsbruck                 | Bergisel                  | HS130                     | 5.   | Anders Jacobsen       | 126,5 m      | 117,0 m      | 234,3 pkt | 16,8 pkt | Gregor Schlierenzauer |
| 6 stycznia 2010           | Bischofshofen             | im. Paula Ausserleitnera  | HS140                     | 7.   | Dmitrij Wasiljew      | 130,0 m      | 131,5 m      | 250,2 pkt | 14,5 pkt | Thomas Morgenstern    |
| 9 stycznia 2010           | Tauplitz                  | Kulm                      | HS200                     | 1.   | Robert Kranjec        | 195,0 m      | 200,0 m      | 382,5 pkt | –        | –                     |
| 10 stycznia 2010          | Tauplitz                  | Kulm                      | HS200                     | 2.   | Robert Kranjec        | 198,5 m      | 204,5 m      | 392,6 pkt | 9,1 pkt  | Gregor Schlierenzauer |
| 16 stycznia 2010          | Sapporo                   | Ōkurayama                 | HS134                     | 7.   | Shōhei Tochimoto      | 124,0 m      | 118,0 m      | 229,1 pkt | 42,4 pkt | Thomas Morgenstern    |
| 17 stycznia 2010          | Sapporo                   | Ōkurayama                 | HS134                     | 9.   | David Zauner          | 123,0 m      | 114,0 m      | 218,1 pkt | 75,0 pkt | Simon Ammann          |
| 22 stycznia 2010          | Zakopane                  | Wielka Krokiew            | HS134                     | 6.   | David Zauner          | 126,5 m      | 126,0 m      | 251,0 pkt | 38,8 pkt | Gregor Schlierenzauer |
| 23 stycznia 2010          | Zakopane                  | Wielka Krokiew            | HS134                     | 6.   | David Zauner          | 131,5 m      | 127,5 m      | 261,7 pkt | 33,9 pkt | Gregor Schlierenzauer |
| 31 stycznia 2010          | Oberstdorf                | im. Heiniego Klopfera     | HS213                     | 1.   | Anders Jacobsen       | 213,5 m      | 210,0 m      | 426,7 pkt | –        | –                     |
| 3 lutego 2010             | Klingenthal               | Vogtland Arena            | HS140                     | 5.   | David Zauner          | 126,5 m      | 131,5 m      | 237,3 pkt | 26,6 pkt | Simon Ammann          |
| 6 lutego 2010             | Willingen (Upland)        | Mühlenkopfschanze         | HS145                     | 3.   | Michael Neumayer      | 140,5 m      | 141,0 m      | 264,5 pkt | 9,2 pkt  | Gregor Schlierenzauer |
| 7 marca 2010              | Lahti                     | Salpausselkä              | HS130                     | 6.   | Michael Uhrmann       | 120,0 m      | 126,5 m      | 252,1 pkt | 32,3 pkt | Simon Ammann          |
| 9 marca 2010              | Kuopio                    | Puijo                     | HS127                     | 6.   | David Zauner          | 118,0 m      | 114,5 m      | 217,0 pkt | 34,0 pkt | Simon Ammann          |
| 12 marca 2010             | Lillehammer               | Lysgårdsbakken            | HS138                     | 4.   | David Zauner          | 130,5 m      | 130,0 m      | 252,7 pkt | 21,8 pkt | Simon Ammann          |
| 14 marca 2010             | Oslo                      | Holmenkollbakken          | HS140                     | 4.   | David Zauner          | 134,0 m      | 126,0 m      | 251,4 pkt | 16,2 pkt | Simon Ammann          |
| Man of the Year 2009/2010 | Man of the Year 2009/2010 | Man of the Year 2009/2010 | Man of the Year 2009/2010 | 13.  | David Zauner          | David Zauner | David Zauner | 403 pkt   | 1246 pkt | Simon Ammann          |

### Sezon 2010−2011
| Data              | Miejscowość            | Skocznia                 | HS    | Lok. | Man of the Day        | 1. skok | 2. skok | Nota      | Strata   | Zwycięzca                                   |
| ----------------- | ---------------------- | ------------------------ | ----- | ---- | --------------------- | ------- | ------- | --------- | -------- | ------------------------------------------- |
| 28 listopada 2010 | Ruka                   | Rukatunturi              | HS142 | 4.   | Johan Remen Evensen   | 136,0 m | 140,0 m | 301,4 pkt | 29,8 pkt | Andreas Kofler                              |
| 1 grudnia 2010    | Kuopio                 | Puijo                    | HS127 | 8.   | Michael Neumayer      | 121,0 m | 119,5 m | 214,9 pkt | 26,0 pkt | Ville Larinto                               |
| 4 grudnia 2010    | Lillehammer            | Lysgårdsbakken           | HS138 | 10.  | Anders Bardal         | 133,0 m | 125,5 m | 255,7 pkt | 25,7 pkt | Thomas Morgenstern                          |
| 5 grudnia 2010    | Lillehammer            | Lysgårdsbakken           | HS138 | 8.   | Anders Jacobsen       | 131,0 m | 131,5 m | 255,5 pkt | 27,5 pkt | Thomas Morgenstern                          |
| 17 grudnia 2010   | Engelberg              | Gross-Titlis-Schanze     | HS137 | 3.   | Wolfgang Loitzl       | 136,0 m | –       | 128,6 pkt | 5,8 pkt  | Thomas Morgenstern                          |
| 18 grudnia 2010   | Engelberg              | Gross-Titlis-Schanze     | HS137 | 7.   | Wolfgang Loitzl       | 131,5 m | 129,0 m | 269,8 pkt | 21,2 pkt | Thomas Morgenstern                          |
| 19 grudnia 2010   | Engelberg              | Gross-Titlis-Schanze     | HS137 | 4.   | Pawieł Karielin       | 127,0 m | 129,5 m | 250,7 pkt | 14,4 pkt | Andreas Kofler                              |
| 29 grudnia 2010   | Oberstdorf             | Schattenbergschanze      | HS137 | 3.   | Manuel Fettner        | 130,0 m | 131,5 m | 264,0 pkt | 25,6 pkt | Thomas Morgenstern                          |
| 1 stycznia 2011   | Garmisch-Partenkirchen | Große Olympiaschanze     | HS140 | 2.   | Pawieł Karielin       | 132,5 m | –       | 138,3 pkt | 4,1 pkt  | Simon Ammann                                |
| 3 stycznia 2011   | Innsbruck              | Bergisel                 | HS130 | 8.   | Michael Uhrmann       | 121,5 m | 126,5 m | 242,4 pkt | 24,1 pkt | Thomas Morgenstern                          |
| 6 stycznia 2011   | Bischofshofen          | im. Paula Ausserleitnera | HS140 | 5.   | Martin Koch           | 131,5 m | 140,5 m | 264,5 pkt | 14,2 pkt | Tom Hilde                                   |
| 8 stycznia 2011   | Harrachov              | Čertak                   | HS205 | 4.   | Robert Kranjec        | 209,0 m | 189,0 m | 403,3 pkt | 21,9 pkt | Martin Koch                                 |
| 9 stycznia 2011   | Harrachov              | Čertak                   | HS205 | 3.   | Roman Koudelka        | 208,5 m | 211,0 m | 401,2 pkt | 13,3 pkt | Thomas Morgenstern                          |
| 15 stycznia 2011  | Sapporo                | Ōkurayama                | HS134 | 5.   | Michael Uhrmann       | 131,0 m | 111,0 m | 223,4 pkt | 26,2 pkt | Severin Freund                              |
| 16 stycznia 2011  | Sapporo                | Ōkurayama                | HS134 | 4.   | Jan Matura            | 120,5 m | 128,0 m | 212,8 pkt | 20,1 pkt | Andreas Kofler                              |
| 21 stycznia 2011  | Zakopane               | Wielka Krokiew           | HS134 | 6.   | Gregor Schlierenzauer | 131,5 m | 128,0 m | 261,8 pkt | 8,1 pkt  | Adam Małysz                                 |
| 22 stycznia 2011  | Zakopane               | Wielka Krokiew           | HS134 | 5.   | Bjørn Einar Romøren   | 133,5 m | 123,0 m | 263,0 pkt | 13,3 pkt | Simon Ammann                                |
| 23 stycznia 2011  | Zakopane               | Wielka Krokiew           | HS134 | 1.   | Kamil Stoch           | 123,0 m | 128,0 m | 254,0 pkt | –        | –                                           |
| 30 stycznia 2011  | Willingen (Upland)     | Mühlenkopfschanze        | HS145 | 5.   | Gregor Schlierenzauer | 136,5 m | 141,0 m | 274,4 pkt | 14,7 pkt | Severin Freund                              |
| 2 lutego 2011     | Klingenthal            | Vogtland Arena           | HS140 | 5.   | Gregor Schlierenzauer | 122,5 m | 140,0 m | 248,2 pkt | 16,4 pkt | Kamil Stoch                                 |
| 5 lutego 2011     | Oberstdorf             | im. Heiniego Klopfera    | HS213 | 3.   | Gregor Schlierenzauer | 198,0 m | 208,5 m | 404,5 pkt | 23,9 pkt | Martin Koch                                 |
| 12 lutego 2011    | Vikersund              | Vikersundbakken          | HS225 | 6.   | Anders Jacobsen       | 227,0 m | 198,5 m | 407,3 pkt | 91,3 pkt | Johan Remen Evensen i Gregor Schlierenzauer |
| 13 lutego 2011    | Vikersund              | Vikersundbakken          | HS225 | 6.   | Janne Happonen        | 240,0 m | 219,0 m | 429,8 pkt | 57,7 pkt | Gregor Schlierenzauer                       |
| 13 marca 2011     | Lahti                  | Salpausselkä             | HS130 | 4.   | Anders Bardal         | 132,5 m | 127,5 m | 278,5 pkt | 8,3 pkt  | Simon Ammann                                |
| 18 marca 2011     | Planica                | Letalnica                | HS215 | 5.   | Anders Bardal         | 200,0 m | 224,5 m | 425,4 pkt | 25,5 pkt | Gregor Schlierenzauer                       |
| 20 marca 2011     | Planica                | Letalnica                | HS215 | 2.   | Robert Kranjec        | 224,5 m | -       | 215,0 pkt | 2,3 pkt  | Kamil Stoch                                 |

### Sezon 2011−2012
| Data              | Miejscowość            | Skocznia                   | HS    | Lok.          | Man of the Day  | 1. skok       | 2. skok       | Nota          | Strata        | Zwycięzca             |
| ----------------- | ---------------------- | -------------------------- | ----- | ------------- | --------------- | ------------- | ------------- | ------------- | ------------- | --------------------- |
| 27 listopada 2011 | Ruka                   | Rukatunturi                | HS142 | nie przyznano | nie przyznano   | nie przyznano | nie przyznano | nie przyznano | nie przyznano | Andreas Kofler        |
| 3 grudnia 2011    | Lillehammer            | Lysgårdsbakken             | HS100 | nie przyznano | nie przyznano   | nie przyznano | nie przyznano | nie przyznano | nie przyznano | Andreas Kofler        |
| 4 grudnia 2011    | Lillehammer            | Lysgårdsbakken             | HS138 | nie przyznano | nie przyznano   | nie przyznano | nie przyznano | nie przyznano | nie przyznano | Andreas Kofler        |
| 9 grudnia 2011    | Harrachov              | Čerťák                     | HS142 | nie przyznano | nie przyznano   | nie przyznano | nie przyznano | nie przyznano | nie przyznano | Gregor Schlierenzauer |
| 11 grudnia 2011   | Harrachov              | Čerťák                     | HS142 | nie przyznano | nie przyznano   | nie przyznano | nie przyznano | nie przyznano | nie przyznano | Richard Freitag       |
| 17 grudnia 2011   | Engelberg              | Gross-Titlis-Schanze       | HS137 | nie przyznano | nie przyznano   | nie przyznano | nie przyznano | nie przyznano | nie przyznano | Anders Bardal         |
| 18 grudnia 2011   | Engelberg              | Gross-Titlis-Schanze       | HS137 | nie przyznano | nie przyznano   | nie przyznano | nie przyznano | nie przyznano | nie przyznano | Andreas Kofler        |
| 30 grudnia 2011   | Oberstdorf             | Schattenbergschanze        | HS137 | 5.            | Daiki Itō       | 130,0 m       | 124,0 m       | 262,7 pkt     | 20,6 pkt      | Gregor Schlierenzauer |
| 1 stycznia 2012   | Garmisch-Partenkirchen | Große Olympiaschanze       | HS140 | 4.            | Taku Takeuchi   | 130,5 m       | 140,0 m       | 268,0 pkt     | 6,5 pkt       | Gregor Schlierenzauer |
| 4 stycznia 2012   | Innsbruck              | Bergisel                   | HS130 | 3.            | Taku Takeuchi   | 131,5 m       | 124,0 m       | 246,7 pkt     | 6,1 pkt       | Andreas Kofler        |
| 4 stycznia 2012   | Bischofshofen          | Paul-Ausserleitner-Schanze | HS140 | 7.            | Michael Hayböck | 135,0 m       | –             | 123,9 pkt     | 14,8 pkt      | Thomas Morgenstern    |
| 15 stycznia 2012  | Tauplitz               | Kulm                       | HS200 | 3.            | Anders Bardal   | 205,5 m       | –             | 201,6 pkt     | 10,9 pkt      | Robert Kranjec        |
| 15 stycznia 2012  | Tauplitz               | Kulm                       | HS200 | 6.            | Roman Koudelka  | 191,0 m       | 186,5 m       | 347,8 pkt     | 17,1 pkt      | Anders Bardal         |
| 20 stycznia 2012  | Zakopane               | Wielka Krokiew             | HS134 | nie przyznano | nie przyznano   | nie przyznano | nie przyznano | nie przyznano | nie przyznano | Kamil Stoch           |
| 21 stycznia 2012  | Zakopane               | Wielka Krokiew             | HS134 | nie przyznano | nie przyznano   | nie przyznano | nie przyznano | nie przyznano | nie przyznano | Gregor Schlierenzauer |
| 28 stycznia 2012  | Sapporo                | Ōkurayama                  | HS134 | nie przyznano | nie przyznano   | nie przyznano | nie przyznano | nie przyznano | nie przyznano | Daiki Itō             |
| 29 stycznia 2012  | Sapporo                | Ōkurayama                  | HS134 | nie przyznano | nie przyznano   | nie przyznano | nie przyznano | nie przyznano | nie przyznano | Daiki Itō             |
| 4 lutego 2012     | Predazzo               | Trampolino Dal Ben         | HS134 | nie przyznano | nie przyznano   | nie przyznano | nie przyznano | nie przyznano | nie przyznano | Gregor Schlierenzauer |
| 5 lutego 2012     | Predazzo               | Trampolino Dal Ben         | HS134 | nie przyznano | nie przyznano   | nie przyznano | nie przyznano | nie przyznano | nie przyznano | Kamil Stoch           |
| 12 lutego 2012    | Willingen (Upland)     | Mühlenkopfschanze          | HS145 | 4.            | Peter Prevc     | 138,0 m       | 149,0 m       | 257,0 pkt     | 20,0 pkt      | Anders Bardal         |
| 18 lutego 2012    | Oberstdorf             | im. Heiniego Klopfera      | HS213 | 1.            | Martin Koch     | 218,0 m       | 221,5 m       | 443,4 pkt     | –             | –                     |
| 4 marca 2012      | Lahti                  | Salpausselkä               | HS97  | nie przyznano | nie przyznano   | nie przyznano | nie przyznano | nie przyznano | nie przyznano | Daiki Itō             |
| 8 marca 2012      | Trondheim              | Granåsen                   | HS140 | nie przyznano | nie przyznano   | nie przyznano | nie przyznano | nie przyznano | nie przyznano | Daiki Itō             |
| 11 marca 2012     | Oslo                   | Holmenkollbakken           | HS134 | nie przyznano | nie przyznano   | nie przyznano | nie przyznano | nie przyznano | nie przyznano | Martin Koch           |
| 16 marca 2012     | Planica                | Letalnica                  | HS215 | nie przyznano | nie przyznano   | nie przyznano | nie przyznano | nie przyznano | nie przyznano | Robert Kranjec        |
| 18 marca 2012     | Planica                | Letalnica                  | HS215 | nie przyznano | nie przyznano   | nie przyznano | nie przyznano | nie przyznano | nie przyznano | Martin Koch           |

### Sezon 2012−2013
| Data              | Miejscowość            | Skocznia                   | HS    | Lok.          | Man of the Day  | 1. skok       | 2. skok       | Nota          | Strata        | Zwycięzca                          |
| ----------------- | ---------------------- | -------------------------- | ----- | ------------- | --------------- | ------------- | ------------- | ------------- | ------------- | ---------------------------------- |
| 24 listopada 2012 | Lillehammer            | Lysgårdsbakken             | HS100 | nie przyznano | nie przyznano   | nie przyznano | nie przyznano | nie przyznano | nie przyznano | Severin Freund                     |
| 25 listopada 2012 | Lillehammer            | Lysgårdsbakken             | HS138 | nie przyznano | nie przyznano   | nie przyznano | nie przyznano | nie przyznano | nie przyznano | Gregor Schlierenzauer              |
| 1 grudnia 2012    | Ruka                   | Rukatunturi                | HS142 | nie przyznano | nie przyznano   | nie przyznano | nie przyznano | nie przyznano | nie przyznano | Severin Freund                     |
| 8 grudnia 2012    | Soczi                  | Russkije Gorki             | HS106 | nie przyznano | nie przyznano   | nie przyznano | nie przyznano | nie przyznano | nie przyznano | Gregor Schlierenzauer              |
| 9 grudnia 2012    | Soczi                  | Russkije Gorki             | HS106 | nie przyznano | nie przyznano   | nie przyznano | nie przyznano | nie przyznano | nie przyznano | Andreas Kofler                     |
| 15 grudnia 2012   | Engelberg              | Gross-Titlis-Schanze       | HS137 | nie przyznano | nie przyznano   | nie przyznano | nie przyznano | nie przyznano | nie przyznano | Andreas Kofler                     |
| 16 grudnia 2012   | Engelberg              | Gross-Titlis-Schanze       | HS137 | nie przyznano | nie przyznano   | nie przyznano | nie przyznano | nie przyznano | nie przyznano | Gregor Schlierenzauer              |
| 30 grudnia 2012   | Oberstdorf             | Schattenbergschanze        | HS137 | 1.            | Anders Jacobsen | 138,5 m       | 139,0 m       | 308,6 pkt     | –             | –                                  |
| 1 stycznia 2013   | Garmisch-Partenkirchen | Große Olympiaschanze       | HS140 | 4.            | Tom Hilde       | 133,5 m       | 138,0 m       | 266,4 pkt     | 11,3 pkt      | Anders Jacobsen                    |
| 4 stycznia 2013   | Innsbruck              | Bergisel                   | HS130 | 2.            | Kamil Stoch     | 124,5 m       | 123,0 m       | 240,9 pkt     | 12,8 pkt      | Gregor Schlierenzauer              |
| 4 stycznia 2013   | Bischofshofen          | Paul-Ausserleitner-Schanze | HS140 | 3.            | Stefan Kraft    | 131,0 m       | 131,0 m       | 261,3 pkt     | 11,4 pkt      | Gregor Schlierenzauer              |
| 9 stycznia 2013   | Wisła                  | im. Adama Małysza          | HS134 | nie przyznano | nie przyznano   | nie przyznano | nie przyznano | nie przyznano | nie przyznano | Anders Bardal                      |
| 12 stycznia 2013  | Zakopane               | Wielka Krokiew             | HS134 | nie przyznano | nie przyznano   | nie przyznano | nie przyznano | nie przyznano | nie przyznano | Anders Jacobsen                    |
| 19 stycznia 2013  | Sapporo                | Ōkurayama                  | HS134 | nie przyznano | nie przyznano   | nie przyznano | nie przyznano | nie przyznano | nie przyznano | Jan Matura                         |
| 20 stycznia 2013  | Sapporo                | Ōkurayama                  | HS134 | nie przyznano | nie przyznano   | nie przyznano | nie przyznano | nie przyznano | nie przyznano | Jan Matura                         |
| 26 stycznia 2013  | Vikersund              | Vikersundbakken            | HS225 | nie przyznano | nie przyznano   | nie przyznano | nie przyznano | nie przyznano | nie przyznano | Gregor Schlierenzauer              |
| 27 stycznia 2013  | Vikersund              | Vikersundbakken            | HS225 | nie przyznano | nie przyznano   | nie przyznano | nie przyznano | nie przyznano | nie przyznano | Robert Kranjec                     |
| 2 lutego 2013     | Harrachov              | Čertak                     | HS205 | nie przyznano | nie przyznano   | nie przyznano | nie przyznano | nie przyznano | nie przyznano | Gregor Schlierenzauer              |
| 3 lutego 2013     | Harrachov              | Čertak                     | HS205 | nie przyznano | nie przyznano   | nie przyznano | nie przyznano | nie przyznano | nie przyznano | Gregor Schlierenzauer              |
| 13 lutego 2013    | Klingenthal            | Vogtland Arena             | HS140 | 1.            | Jaka Hvala      | 142,5 m       | 133,0 m       | 259,5 pkt     | –             | –                                  |
| 16 lutego 2013    | Oberstdorf             | im. Heiniego Klopfera      | HS213 | 1.            | Richard Freitag | 209,0 m       | 206,5 m       | 409,8 pkt     | –             | –                                  |
| 10 marca 2013     | Lahti                  | Salpausselkä               | HS130 | nie przyznano | nie przyznano   | nie przyznano | nie przyznano | nie przyznano | nie przyznano | Richard Freitag                    |
| 12 marca 2013     | Kuopio                 | Puijo                      | HS127 | nie przyznano | nie przyznano   | nie przyznano | nie przyznano | nie przyznano | nie przyznano | Kamil Stoch                        |
| 15 marca 2013     | Trondheim              | Granåsen                   | HS140 | nie przyznano | nie przyznano   | nie przyznano | nie przyznano | nie przyznano | nie przyznano | Kamil Stoch                        |
| 17 marca 2013     | Oslo                   | Holmenkollbakken           | HS134 | nie przyznano | nie przyznano   | nie przyznano | nie przyznano | nie przyznano | nie przyznano | Piotr Żyła i Gregor Schlierenzauer |
| 22 marca 2013     | Planica                | Letalnica                  | HS215 | nie przyznano | nie przyznano   | nie przyznano | nie przyznano | nie przyznano | nie przyznano | Gregor Schlierenzauer              |
| 24 marca 2013     | Planica                | Letalnica                  | HS215 | nie przyznano | nie przyznano   | nie przyznano | nie przyznano | nie przyznano | nie przyznano | Jurij Tepeš                        |

### Sezon 2013−2014
| Data              | Miejscowość            | Skocznia                   | HS    | Lok.          | Man of the Day | 1. skok       | 2. skok       | Nota          | Strata        | Zwycięzca             |
| ----------------- | ---------------------- | -------------------------- | ----- | ------------- | -------------- | ------------- | ------------- | ------------- | ------------- | --------------------- |
| 24 listopada 2013 | Klingenthal            | Vogtland Arena             | HS140 | nie przyznano | nie przyznano  | nie przyznano | nie przyznano | nie przyznano | nie przyznano | Krzysztof Biegun      |
| 29 listopada 2013 | Ruka                   | Rukatunturi                | HS142 | nie przyznano | nie przyznano  | nie przyznano | nie przyznano | nie przyznano | nie przyznano | Gregor Schlierenzauer |
| 7 grudnia 2013    | Lillehammer            | Lysgårdsbakken             | HS100 | nie przyznano | nie przyznano  | nie przyznano | nie przyznano | nie przyznano | nie przyznano | Gregor Schlierenzauer |
| 8 grudnia 2013    | Lillehammer            | Lysgårdsbakken             | HS138 | nie przyznano | nie przyznano  | nie przyznano | nie przyznano | nie przyznano | nie przyznano | Severin Freund        |
| 14 grudnia 2013   | Titisee-Neustadt       | Hochfirstschanze           | HS142 | 2.            | Kamil Stoch    | 137,0 m       | 141,5 m       | 280,8 pkt     | 3,3 pkt       | Thomas Morgenstern    |
| 15 grudnia 2013   | Titisee-Neustadt       | Hochfirstschanze           | HS142 | 1.            | Kamil Stoch    | 142,5 m       | 138,5 m       | 300,7 pkt     | –             | –                     |
| 21 grudnia 2013   | Engelberg              | Gross-Titlis-Schanze       | HS137 | nie przyznano | nie przyznano  | nie przyznano | nie przyznano | nie przyznano | nie przyznano | Jan Ziobro            |
| 22 grudnia 2013   | Engelberg              | Gross-Titlis-Schanze       | HS137 | nie przyznano | nie przyznano  | nie przyznano | nie przyznano | nie przyznano | nie przyznano | Kamil Stoch           |
| 29 grudnia 2013   | Oberstdorf             | Schattenbergschanze        | HS137 | nie przyznano | nie przyznano  | nie przyznano | nie przyznano | nie przyznano | nie przyznano | Simon Ammann          |
| 1 stycznia 2014   | Garmisch-Partenkirchen | Große Olympiaschanze       | HS140 | nie przyznano | nie przyznano  | nie przyznano | nie przyznano | nie przyznano | nie przyznano | Thomas Diethart       |
| 4 stycznia 2014   | Innsbruck              | Bergisel                   | HS130 | nie przyznano | nie przyznano  | nie przyznano | nie przyznano | nie przyznano | nie przyznano | Ansii Koivuranta      |
| 4 stycznia 2014   | Bischofshofen          | Paul-Ausserleitner-Schanze | HS140 | nie przyznano | nie przyznano  | nie przyznano | nie przyznano | nie przyznano | nie przyznano | Thomas Diethart       |
| 11 stycznia 2014  | Tauplitz               | Kulm                       | HS200 | nie przyznano | nie przyznano  | nie przyznano | nie przyznano | nie przyznano | nie przyznano | Noriaki Kasai         |
| 12 stycznia 2014  | Tauplitz               | Kulm                       | HS200 | nie przyznano | nie przyznano  | nie przyznano | nie przyznano | nie przyznano | nie przyznano | Peter Prevc           |
| 16 stycznia 2014  | Wisła                  | im. Adama Małysza          | HS134 | nie przyznano | nie przyznano  | nie przyznano | nie przyznano | nie przyznano | nie przyznano | Andreas Wellinger     |
| 19 stycznia 2014  | Zakopane               | Wielka Krokiew             | HS134 | nie przyznano | nie przyznano  | nie przyznano | nie przyznano | nie przyznano | nie przyznano | Anders Bardal         |
| 25 stycznia 2014  | Sapporo                | Ōkurayama                  | HS134 | nie przyznano | nie przyznano  | nie przyznano | nie przyznano | nie przyznano | nie przyznano | Peter Prevc           |
| 26 stycznia 2014  | Sapporo                | Ōkurayama                  | HS134 | nie przyznano | nie przyznano  | nie przyznano | nie przyznano | nie przyznano | nie przyznano | Jernej Damjan         |
| 1 lutego 2014     | Willingen              | Mühlenkopfschanze          | HS145 | 3.            | Jernej Damjan  | 141,5 m       | 150,5 m       | 258,5 pkt     | 4,7 pkt       | Kamil Stoch           |
| 2 lutego 2014     | Willingen              | Mühlenkopfschanze          | HS145 | 7.            | Stefan Kraft   | 130,5 m       | 140,5 m       | 235,4 pkt     | 36,0 pkt      | Kamil Stoch           |
| 26 lutego 2014    | Falun                  | Lugnet                     | HS134 | 5.            | Stefan Kraft   | 126,5 m       | 128,5 m       | 246,7 pkt     | 19,4 pkt      | Severin Freund        |
| 28 lutego 2014    | Lahti                  | Salpausselkä               | HS130 | nie przyznano | nie przyznano  | nie przyznano | nie przyznano | nie przyznano | nie przyznano | Severin Freund        |
| 2 marca 2014      | Lahti                  | Salpausselkä               | HS130 | nie przyznano | nie przyznano  | nie przyznano | nie przyznano | nie przyznano | nie przyznano | Kamil Stoch           |
| 4 marca 2014      | Kuopio                 | Puijo                      | HS127 | nie przyznano | nie przyznano  | nie przyznano | nie przyznano | nie przyznano | nie przyznano | Kamil Stoch           |
| 7 marca 2014      | Trondheim              | Granåsen                   | HS140 | nie przyznano | nie przyznano  | nie przyznano | nie przyznano | nie przyznano | nie przyznano | Anders Bardal         |
| 9 marca 2014      | Oslo                   | Holmenkollbakken           | HS134 | nie przyznano | nie przyznano  | nie przyznano | nie przyznano | nie przyznano | nie przyznano | Severin Freund        |
| 21 marca 2014     | Planica                | Bloudkova velikanka        | HS139 | nie przyznano | nie przyznano  | nie przyznano | nie przyznano | nie przyznano | nie przyznano | Severin Freund        |
| 23 marca 2014     | Planica                | Bloudkova velikanka        | HS139 | nie przyznano | nie przyznano  | nie przyznano | nie przyznano | nie przyznano | nie przyznano | Peter Prevc           |

### Sezon 2014−2015
| Data              | Miejscowość            | Skocznia                   | HS    | Lok.          | Man of the Day | 1. skok       | 2. skok       | Nota          | Strata        | Zwycięzca                    |
| ----------------- | ---------------------- | -------------------------- | ----- | ------------- | -------------- | ------------- | ------------- | ------------- | ------------- | ---------------------------- |
| 23 listopada 2014 | Klingenthal            | Vogtland Arena             | HS140 | 1.            | Roman Koudelka | 138,0 m       | 139,5 m       | 276,4 pkt     | –             | –                            |
| 28 listopada 2014 | Ruka                   | Rukatunturi                | HS142 | nie przyznano | nie przyznano  | nie przyznano | nie przyznano | nie przyznano | nie przyznano | Simon Ammann                 |
| 29 listopada 2014 | Ruka                   | Rukatunturi                | HS142 | nie przyznano | nie przyznano  | nie przyznano | nie przyznano | nie przyznano | nie przyznano | Simon Ammann i Noriaki Kasai |
| 6 grudnia 2014    | Lillehammer            | Lysgårdsbakken             | HS138 | nie przyznano | nie przyznano  | nie przyznano | nie przyznano | nie przyznano | nie przyznano | Gregor Schlierenzauer        |
| 7 grudnia 2014    | Lillehammer            | Lysgårdsbakken             | HS138 | nie przyznano | nie przyznano  | nie przyznano | nie przyznano | nie przyznano | nie przyznano | Roman Koudelka               |
| 13 grudnia 2014   | Niżny Tagił            | Aist                       | HS134 | nie przyznano | nie przyznano  | nie przyznano | nie przyznano | nie przyznano | nie przyznano | Anders Fannemel              |
| 14 grudnia 2014   | Niżny Tagił            | Aist                       | HS134 | nie przyznano | nie przyznano  | nie przyznano | nie przyznano | nie przyznano | nie przyznano | Severin Freund               |
| 20 grudnia 2014   | Engelberg              | Gross-Titlis-Schanze       | HS137 | nie przyznano | nie przyznano  | nie przyznano | nie przyznano | nie przyznano | nie przyznano | Richard Freitag              |
| 21 grudnia 2014   | Engelberg              | Gross-Titlis-Schanze       | HS137 | nie przyznano | nie przyznano  | nie przyznano | nie przyznano | nie przyznano | nie przyznano | Roman Koudelka               |
| 29 grudnia 2014   | Oberstdorf             | Schattenbergschanze        | HS137 | nie przyznano | nie przyznano  | nie przyznano | nie przyznano | nie przyznano | nie przyznano | Stefan Kraft                 |
| 1 stycznia 2015   | Garmisch-Partenkirchen | Große Olympiaschanze       | HS140 | nie przyznano | nie przyznano  | nie przyznano | nie przyznano | nie przyznano | nie przyznano | Anders Jacobsen              |
| 4 stycznia 2015   | Innsbruck              | Bergisel                   | HS130 | nie przyznano | nie przyznano  | nie przyznano | nie przyznano | nie przyznano | nie przyznano | Richard Freitag              |
| 4 stycznia 2015   | Bischofshofen          | Paul-Ausserleitner-Schanze | HS140 | nie przyznano | nie przyznano  | nie przyznano | nie przyznano | nie przyznano | nie przyznano | Michael Hayböck              |
| 10 stycznia 2015  | Tauplitz               | Kulm                       | HS225 | nie przyznano | nie przyznano  | nie przyznano | nie przyznano | nie przyznano | nie przyznano | Severin Freund               |
| 15 stycznia 2015  | Wisła                  | im. Adama Małysza          | HS134 | nie przyznano | nie przyznano  | nie przyznano | nie przyznano | nie przyznano | nie przyznano | Stefan Kraft                 |
| 18 stycznia 2015  | Zakopane               | Wielka Krokiew             | HS134 | nie przyznano | nie przyznano  | nie przyznano | nie przyznano | nie przyznano | nie przyznano | Kamil Stoch                  |
| 24 stycznia 2015  | Sapporo                | Ōkurayama                  | HS134 | nie przyznano | nie przyznano  | nie przyznano | nie przyznano | nie przyznano | nie przyznano | Peter Prevc                  |
| 25 stycznia 2015  | Sapporo                | Ōkurayama                  | HS134 | nie przyznano | nie przyznano  | nie przyznano | nie przyznano | nie przyznano | nie przyznano | Roman Koudelka               |
| 30 stycznia 2015  | Willingen              | Mühlenkopfschanze          | HS145 |               |                |               |               |               |               |                              |
| 1 lutego 2015     | Willingen              | Mühlenkopfschanze          | HS145 |               |                |               |               |               |               |                              |
| 7 lutego 2015     | Titisee-Neustadt       | Hochfirstschanze           | HS142 |               |                |               |               |               |               |                              |
| 8 lutego 2015     | Titisee-Neustadt       | Hochfirstschanze           | HS142 |               |                |               |               |               |               |                              |
| 14 lutego 2015    | Vikersund              | Vikersundbakken            | HS225 |               |                |               |               |               |               |                              |
| 15 lutego 2015    | Vikersund              | Vikersundbakken            | HS225 |               |                |               |               |               |               |                              |
| 7 marca 2015      | Lahti                  | Salpausselkä               | HS130 |               |                |               |               |               |               |                              |
| 10 marca 2015     | Kuopio                 | Puijo                      | HS127 |               |                |               |               |               |               |                              |
| 12 marca 2015     | Trondheim              | Granåsen                   | HS140 |               |                |               |               |               |               |                              |
| 14 marca 2015     | Oslo                   | Holmenkollbakken           | HS134 |               |                |               |               |               |               |                              |
| 15 marca 2015     | Oslo                   | Holmenkollbakken           | HS134 |               |                |               |               |               |               |                              |
| 20 marca 2015     | Planica                | Letalnica                  | HS225 |               |                |               |               |               |               |                              |
| 22 marca 2015     | Planica                | Letalnica                  | HS225 |               |                |               |               |               |               |                              |

### Najwięcej zdobytych tytułów Man of the Day -Puchar Świata
| Miejsce | Zawodnik            | Liczba |
| ------- | ------------------- | ------ |
| 1.      | Anders Jacobsen     | 11     |
| 2.      | Anders Bardal       | 9      |
| 3.      | Roman Koudelka      | 8      |
| 4.      | Adam Małysz         | 7      |
| 4.      | David Zauner        | 7      |
| 6.      | Janne Happonen      | 6      |
| 6.      | Martin Koch         | 6      |
| 7.      | Bjørn Einar Romøren | 5      |
| 7.      | Michael Neumayer    | 5      |

## Zdobywcy tytułu „Man of the Day” -Letnie Grand Prix

### Sezon 2006
| Data                | Miejscowość  | Skocznia               | HS    | Lok. | Man of the Day   | 1 skok  | 2 skok  | Nota      | Strata   | Zwycięzca             |
| ------------------- | ------------ | ---------------------- | ----- | ---- | ---------------- | ------- | ------- | --------- | -------- | --------------------- |
| 6 sierpnia 2006     | Hinterzarten | Adlerschanze           | HS108 | 1.   | Georg Späth      | 107,5 m | 103,0 m | 275,0 pkt | –        | –                     |
| 8 sierpnia 2006     | Predazzo     | Trampolino Dal Ben     | HS134 | 3.   | Jakub Janda      | 125,5 m | 126,0 m | 254,7 pkt | 10,8 pkt | Adam Małysz           |
| 12 sierpnia 2006    | Einsiedeln   | Andreas Küttel-Schanze | HS117 | 6.   | Jernej Damjan    | 105,5 m | 108,0 m | 235,3 pkt | 13,1 pkt | Andreas Kofler        |
| 12 sierpnia 2006    | Einsiedeln   | Andreas Küttel-Schanze | HS117 | 6.   | Anders Bardal    | 108,0 m | 105,5 m | 235,3 pkt | 13,1 pkt | Andreas Kofler        |
| 14 sierpnia 2006    | Courchevel   | Tremplin Le Praz       | HS132 | 4.   | Anders Jacobsen  | 120,0 m | 125,0 m | 236,5 pkt | 18,9 pkt | Gregor Schlierenzauer |
| 26 sierpnia 2006    | Zakopane     | Wielka Krokiew         | HS134 | 3.   | Jernej Damjan    | 127,0 m | 126,5 m | 252,0 pkt | 5,0 pkt  | Adam Małysz           |
| 26 sierpnia 2006    | Zakopane     | Wielka Krokiew         | HS134 | 3.   | Anders Bardal    | 125,5 m | 126,0 m | 252,0 pkt | 5,0 pkt  | Adam Małysz           |
| 2 września 2006     | Kranj        | Bauhenk                | HS109 | 5.   | Manuel Fettner   | 102,5 m | 100,0 m | 234,5 pkt | 20,2 pkt | Simon Ammann          |
| 9 września 2006     | Hakuba       | Olimpijska             | HS134 | 1.   | Janne Happonen   | 127,5 m | 131,5 m | 268,7 pkt | –        | –                     |
| 10 września 2006    | Hakuba       | Olimpijska             | HS134 | 3.   | Antonín Hájek    | 121,5 m | 123,0 m | 238,1 pkt | 28,0 pkt | Janne Happonen        |
| 30 września 2006    | Klingenthal  | Vogtland Arena         | HS140 | 2.   | Andreas Widhölzl | 134,5 m | 128,5 m | 256,9 pkt | 5,8 pkt  | Adam Małysz           |
| 3 października 2006 | Oberhof      | Hans-Renner-Schanze    | HS140 | 3.   | Janne Ahonen     | 130,5 m | 131,5 m | 273,6 pkt | 12,3 pkt | Adam Małysz           |

### Sezon 2007
| Data                | Miejscowość  | Skocznia               | HS    | Lok. | Man of the Day      | 1 skok  | 2 skok  | Nota      | Strata   | Zwycięzca             |
| ------------------- | ------------ | ---------------------- | ----- | ---- | ------------------- | ------- | ------- | --------- | -------- | --------------------- |
| 12 sierpnia 2007    | Hinterzarten | Adlerschanze           | HS108 | 8.   | Jernej Damjan       | 100,5 m | 101,0 m | 251,0 pkt | 21,0 pkt | Thomas Morgenstern    |
| 14 sierpnia 2007    | Courchevel   | Tremplin Le Praz       | HS132 | 1.   | Bjørn Einar Romøren | 127,0 m | 114,0 m | 229,8 pkt | –        | –                     |
| 16 sierpnia 2007    | Pragelato    | Trampolino a Monte     | HS140 | 3.   | Martin Schmitt      | 124,5 m | 141,5 m | 262,4 pkt | 14,8 pkt | Gregor Schlierenzauer |
| 18 sierpnia 2007    | Einsiedeln   | Andreas Küttel-Schanze | HS117 | 3.   | Jernej Damjan       | 108,5 m | 109,0 m | 244,5 pkt | 3,8 pkt  | Thomas Morgenstern    |
| 24 sierpnia 2007    | Zakopane     | Wielka Krokiew         | HS134 | 6.   | Michael Neumayer    | 127,0 m | 126,5 m | 237,4 pkt | 6,6 pkt  | Thomas Morgenstern    |
| 25 sierpnia 2007    | Zakopane     | Wielka Krokiew         | HS134 | 8.   | Martin Koch         | 131,5 m | 125,5 m | 260,1 pkt | 36,3 pkt | Adam Małysz           |
| 8 września 2007     | Hakuba       | Olimpijska             | HS134 | 3.   | Noriaki Kasai       | 118,5 m | 123,0 m | 231,2 pkt | 31,1 pkt | Andreas Küttel        |
| 9 września 2007     | Hakuba       | Olimpijska             | HS134 | 5.   | Rafał Śliż          | 112,5 m | 120,5 m | 212,4 pkt | 40,4 pkt | Shōhei Tochimoto      |
| 3 października 2007 | Oberhof      | Hans-Renner-Schanze    | HS140 | 1.   | Kamil Stoch         | 135,0 m | 140,0 m | 295,5 pkt | –        | –                     |
| 6 października 2007 | Klingenthal  | Vogtland Arena         | HS140 | 2.   | Pawieł Karielin     | 140,5 m | 134,0 m | 275,1 pkt | 10,3 pkt | Gregor Schlierenzauer |

### Sezon 2008
| Data                | Miejscowość  | Skocznia               | HS    | Lok. | Man of the Day   | 1 skok  | 2 skok  | Nota      | Strata   | Zwycięzca             |
| ------------------- | ------------ | ---------------------- | ----- | ---- | ---------------- | ------- | ------- | --------- | -------- | --------------------- |
| 27 lipca 2008       | Hinterzarten | Adlerschanze           | HS108 | 1.   | Georg Späth      | 102,5 m | 110,0 m | 277,0 pkt | –        | –                     |
| 1 sierpnia 2008     | Einsiedeln   | Andreas Küttel-Schanze | HS117 | 5.   | Emmanuel Chedal  | 115,0 m | –       | 133,5 pkt | 5,9 pkt  | Andreas Kofler        |
| 3 sierpnia 2008     | Courchevel   | Tremplin Le Praz       | HS132 | 1.   | Harri Olli       | 131,5 m | 126,5 m | 260,4 pkt | –        | –                     |
| 5 sierpnia 2008     | Pragelato    | Trampolino a Monte     | HS140 | 8.   | Martin Schmitt   | 129,0 m | 130,0 m | 247,2 pkt | 24,5 pkt | Gregor Schlierenzauer |
| 30 sierpnia 2008    | Zakopane     | Wielka Krokiew         | HS134 | 4.   | Wolfgang Loitzl  | 121,5 m | 129,5 m | 248,3 pkt | 19,2 pkt | Gregor Schlierenzauer |
| 30 sierpnia 2008    | Zakopane     | Wielka Krokiew         | HS134 | 4.   | Anders Bardal    | 119,5 m | 131,5 m | 248,3 pkt | 19,2 pkt | Gregor Schlierenzauer |
| 30 sierpnia 2008    | Zakopane     | Wielka Krokiew         | HS134 | 3.   | Łukasz Rutkowski | 121,5 m | 130,0 m | 251,2 pkt | 7,7 pkt  | Gregor Schlierenzauer |
| 13 września 2008    | Hakuba       | Olimpijska             | HS134 | 2.   | Daiki Itō        | 126,5 m | 118,0 m | 237,6 pkt | 24,9 pkt | Simon Ammann          |
| 14 września 2008    | Hakuba       | Olimpijska             | HS134 | 5.   | Roar Ljøkelsøy   | 129,0 m | 120,5 m | 248,1 pkt | 14,5 pkt | Simon Ammann          |
| 3 października 2008 | Klingenthal  | Vogtland Arena         | HS140 | 3.   | Martin Koch      | 139,0 m | 135,0 m | 273,7 pkt | 8,8 pkt  | Gregor Schlierenzauer |
| 4 października 2008 | Liberec      | Ještěd                 | HS134 | 3.   | Martin Koch      | 131,5 m | 131,5 m | 272,4 pkt | 1,7 pkt  | Gregor Schlierenzauer |

### Sezon 2009
| Data                | Miejscowość  | Skocznia               | HS    | Lok. | Man of the Day        | 1 skok  | 2 skok  | Nota      | Strata   | Zwycięzca             |
| ------------------- | ------------ | ---------------------- | ----- | ---- | --------------------- | ------- | ------- | --------- | -------- | --------------------- |
| 9 sierpnia 2009     | Hinterzarten | Adlerschanze           | HS108 | 3.   | Dienis Korniłow       | 100,5 m | 107,0 m | 265,3 pkt | 5,9 pkt  | Simon Ammann          |
| 12 sierpnia 2009    | Pragelato    | Trampolino a Monte     | HS140 | 3.   | Emmanuel Chedal       | 131,5 m | 130,0 m | 216,5 pkt | 11,6 pkt | Simon Ammann          |
| 14 sierpnia 2009    | Courchevel   | Tremplin Le Praz       | HS132 | 4.   | Tom Hilde             | 127,5 m | 129,0 m | 274,4 pkt | 15,5 pkt | Simon Ammann          |
| 16 sierpnia 2009    | Einsiedeln   | Andreas Küttel-Schanze | HS117 | 1.   | Bjørn Einar Romøren   | 110,0 m | 105,5 m | 246,1 pkt | –        | –                     |
| 22 sierpnia 2009    | Zakopane     | Wielka Krokiew         | HS134 | 1.   | Gregor Schlierenzauer | 130,0 m | 132,0 m | 280,9 pkt | –        | –                     |
| 23 sierpnia 2009    | Zakopane     | Wielka Krokiew         | HS134 | 3.   | Johan Remen Evensen   | 137,0 m | 124,0 m | 252,4 pkt | 11,9 pkt | Anders Jacobsen       |
| 29 sierpnia 2009    | Hakuba       | Olimpijska             | HS134 | 4.   | Kazuyoshi Funaki      | 123,5 m | 126,5 m | 230,2 pkt | 25,3 pkt | Noriaki Kasai         |
| 30 sierpnia 2009    | Hakuba       | Olimpijska             | HS134 | 7.   | Rafał Śliż            | 125,5 m | 122,0 m | 233,6 pkt | 46,1 pkt | Robert Kranjec        |
| 3 października 2009 | Klingenthal  | Vogtland Arena         | HS140 | 4.   | Emmanuel Chedal       | 132,0 m | 131,0 m | 243,8 pkt | 21,4 pkt | Gregor Schlierenzauer |

### Sezon 2010
| Data                | Miejscowość  | Skocznia               | HS    | Lok. | Man of the Day        | 1 skok  | 2 skok  | Nota      | Strata   | Zwycięzca   |
| ------------------- | ------------ | ---------------------- | ----- | ---- | --------------------- | ------- | ------- | --------- | -------- | ----------- |
| 8 sierpnia 2010     | Hinterzarten | Adlerschanze           | HS108 | 3.   | Kalle Keituri         | 99,5 m  | 106,0 m | 250,7 pkt | 14,9 pkt | Adam Małysz |
| 13 sierpnia 2010    | Courchevel   | Tremplin Le Praz       | HS132 | 2.   | David Zauner          | 127,0 m | 132,0 m | 249,1 pkt | 7,2 pkt  | Daiki Itō   |
| 15 sierpnia 2010    | Einsiedeln   | Andreas Küttel-Schanze | HS117 | 3.   | Maciej Kot            | 114,5 m | –       | 130,1 pkt | 8,3 pkt  | Daiki Itō   |
| 20 sierpnia 2010    | Wisła        | im. Adama Małysza      | HS134 | 2.   | Kamil Stoch           | 132,5 m | 129,5 m | 269,3 pkt | 0,6 pkt  | Adam Małysz |
| 21 sierpnia 2010    | Wisła        | im. Adama Małysza      | HS134 | 6.   | Bjørn Einar Romøren   | 122,0 m | 123,0 m | 234,3 pkt | 27,2 pkt | Kamil Stoch |
| 28 sierpnia 2010    | Hakuba       | Olimpijska             | HS134 | 5.   | Borek Sedlák          | 122,5 m | 126,5 m | 254,7 pkt | 16,9 pkt | Daiki Itō   |
| 29 sierpnia 2010    | Hakuba       | Olimpijska             | HS134 | 3.   | Fumihisa Yumoto       | 129,0 m | 126,5 m | 266,5 pkt | 15,8 pkt | Kamil Stoch |
| 1 października 2010 | Liberec      | Ještěd                 | HS134 | 4.   | Johan Remen Evensen   | 120,5 m | 124,5 m | 259,5 pkt | 13,6 pkt | Adam Małysz |
| 3 października 2010 | Klingenthal  | Vogtland Arena         | HS140 | 3.   | Gregor Schlierenzauer | 127,0 m | 135,5 m | 239,4 pkt | 21,3 pkt | Kamil Stoch |

### Najwięcej zdobytych tytułów Man of the Day -Letnie Grand Prix
| Miejsce | Zawodnik            | Liczba |
| ------- | ------------------- | ------ |
| 1.      | Jernej Damjan       | 4      |
| 2.      | Anders Bardal       | 3      |
| 2.      | Martin Koch         | 3      |
| 2.      | Emmanuel Chedal     | 3      |
| 2.      | Bjørn Einar Romøren | 3      |